# Maria (mãe de João Marcos)
Maria, mãe de João Marcos, também chamada de Maria de Jerusalém, segundo os evangelhos canônicos, foi mãe de João Marcos e irmã de Barnabé, a qual tinha uma casa em Jerusalém. Depois da prisão do apóstolo Pedro, em 44, estando alguns discípulos reunidos em sua casa em oração por Pedro, bateu à porta o mesmo apóstolo, que tinha acabado de ser libertado inesperadamente da prisão.
Segundo a tradição, sua casa foi o lugar onde Jesus celebrou a Última Ceia na companhia de seus apóstolos e o derramamento do Espírito Santo em Pentecostes. Sua casa também era o local em que os primeiros cristãos se reuniam em Jerusalém. A Igreja Católica lhe dedica o dia 29 de junho para honrar sua memória.

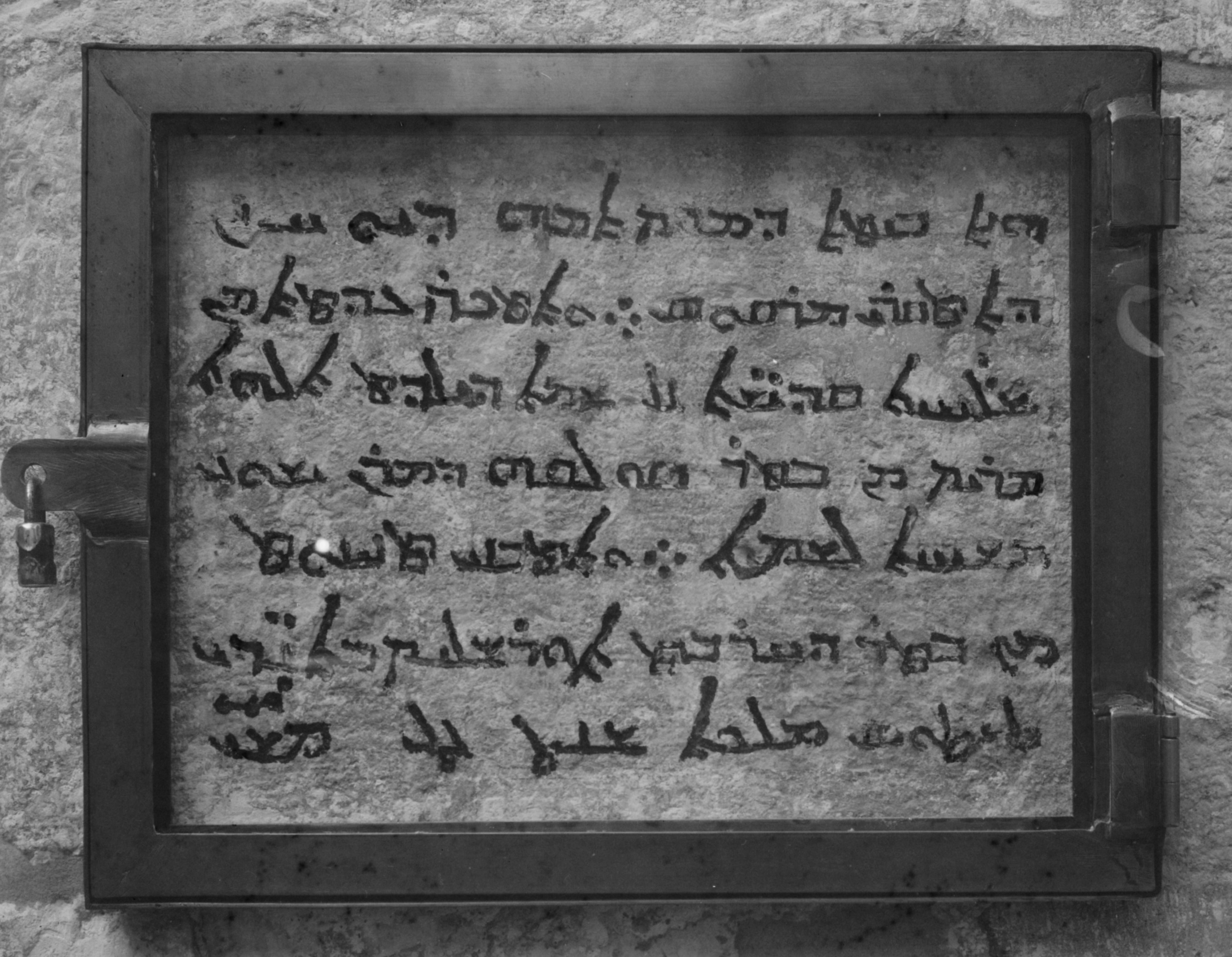
Inscrição siríaca do século VI no mosteiro de Saint-Marc: "Esta é a casa de Maria, mãe de João Marcos, Igreja proclamada pelos santos apóstolos em nome da Virgem Maria, mãe de Deus, após a ascensão ao Céu de Nosso Senhor Jesus Cristo. Reconstruída após a destruição de Jerusalém por Tito no ano 73."

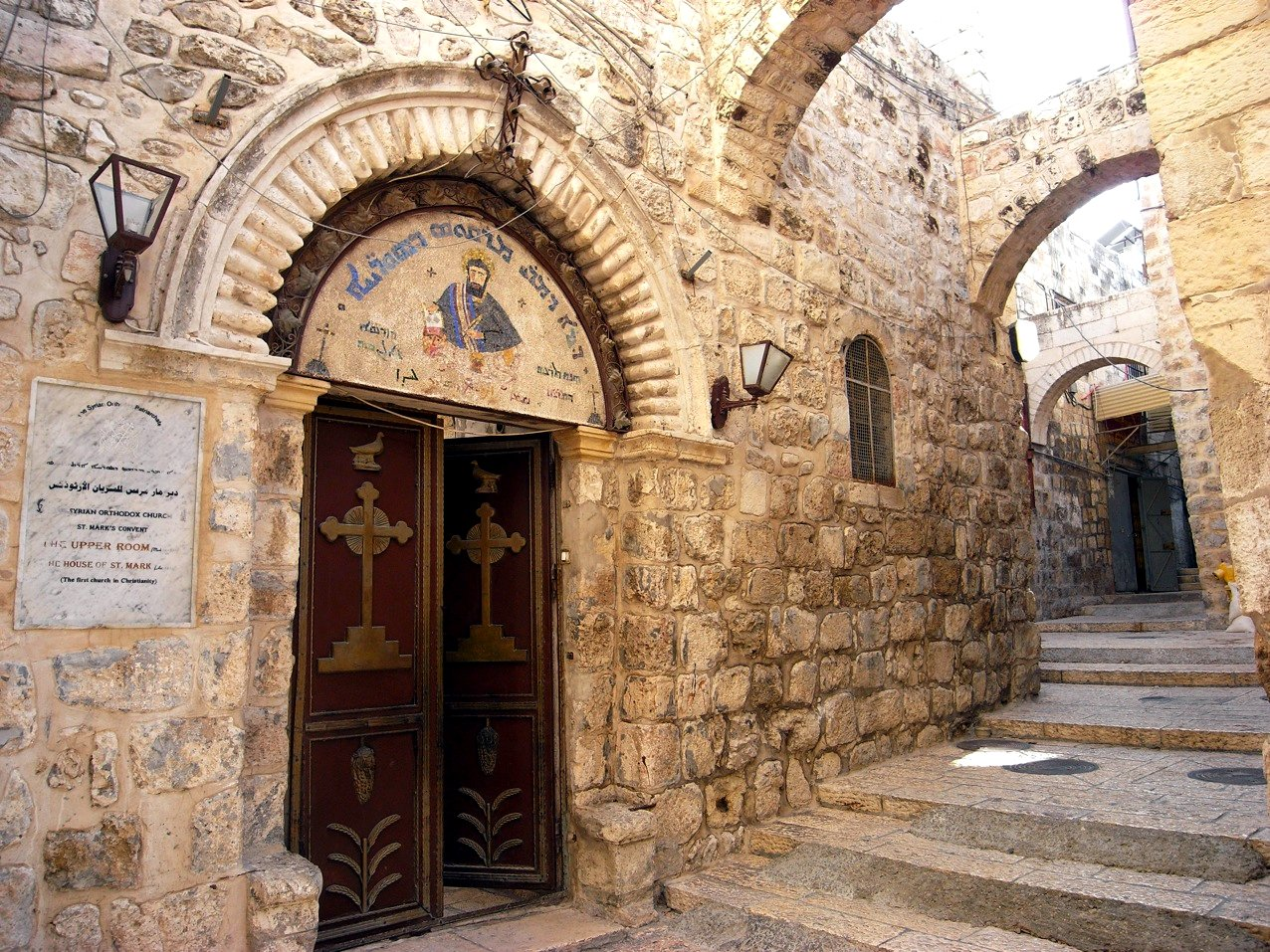
Portão do Mosteiro de São Marcos, em Jerusalém